# Wereldkampioenschappen langlaufen 2023
De wereldkampioenschappen langlaufen 2023 werden van 22 februari tot en met 5 maart 2023 gehouden in Planica.

## Wedstrijdschema
| Datum       | Tijd          | Mannen                   | Vrouwen                  |
| ----------- | ------------- | ------------------------ | ------------------------ |
| 22 februari | 13:30 / 12:30 | 10 km (vrije stijl) (Q)  | 5 km (vrije stijl) (Q)   |
| 23 februari | 12:00 14:30   | Sprint (klassieke stijl) | Sprint (klassieke stijl) |
| 24 februari | 15:30         | 30 km skiatlon           |                          |
| 25 februari | 14:00         |                          | 15 km skiatlon           |
| 26 februari | 11:30 13:30   | Teamsprint (vrije stijl) | Teamsprint (vrije stijl) |
| 28 februari | 12:30         |                          | 10 km (vrije stijl)      |
| 1 maart     | 12:30         | 15 km (vrije stijl)      |                          |
| 2 maart     | 12:30         |                          | 4x5 km estafette         |
| 3 maart     | 12:30         | 4x10 km estafette        |                          |
| 4 maart     | 12:00         |                          | 30 km (klassieke stijl)  |
| 5 maart     | 12:00         | 50 km (klassieke stijl)  |                          |

## Uitslagen

### Sprint
| Mannen (klassieke stijl) | Mannen (klassieke stijl)  | Mannen (klassieke stijl) | Mannen (klassieke stijl) |
| #                        | Naam                      | Land                     | Tijd                     |
| ------------------------ | ------------------------- | ------------------------ | ------------------------ |
| Goud                     | Johannes Høsflot Klæbo    | NOR                      | 2.56,07                  |
| Zilver                   | Pål Golberg               | NOR                      | + 2,22                   |
| Brons                    | Jules Chappaz             | FRA                      | + 2,24                   |
| 4                        | Michal Novak              | CZE                      | + 5,90                   |
| 5                        | Calle Halfvarsson         | SWE                      | + 11,64                  |
| 6                        | Lucas Chanavat            | FRA                      | + 32,27                  |
| Halvefinalisten          |                           |                          |                          |
| 7                        | Even Northug              | NOR                      |                          |
| 8                        | Renaud Jay                | FRA                      |                          |
| 9                        | James Clinton Schoonmaker | USA                      |                          |
| 10                       | Ville Ahonen              | FIN                      |                          |
| 11                       | Erik Valnes               | NOR                      |                          |
| 12                       | Marcus Grate              | SWE                      |                          |

| Vrouwen (klassieke stijl) | Vrouwen (klassieke stijl) | Vrouwen (klassieke stijl) | Vrouwen (klassieke stijl) |
| #                         | Naam                      | Land                      | Tijd                      |
| ------------------------- | ------------------------- | ------------------------- | ------------------------- |
| Goud                      | Jonna Sundling            | SWE                       | 3.21,67                   |
| Zilver                    | Emma Ribom                | SWE                       | + 0,87                    |
| Brons                     | Maja Dahlqvist            | SWE                       | + 4,45                    |
| 4                         | Linn Svahn                | SWE                       | + 8,06                    |
| 5                         | Kristine Stavås Skistad   | NOR                       | + 10,93                   |
| 6                         | Tiril Udnes Weng          | NOR                       | + 27,29                   |
| Halvefinalisten           |                           |                           |                           |
| 7                         | Rosie Brennan             | USA                       |                           |
| 8                         | Julia Kern                | USA                       |                           |
| 9                         | Nadine Fähndrich          | SUI                       |                           |
| 10                        | Johanna Hagström          | SWE                       |                           |
| 11                        | Laura Gimmler             | GER                       |                           |
| 12                        | Tereza Beranová           | CZE                       |                           |

### Intervalstart
| Mannen 15 km (vrije stijl) | Mannen 15 km (vrije stijl) | Mannen 15 km (vrije stijl) | Mannen 15 km (vrije stijl) |
| #                          | Naam                       | Land                       | Tijd                       |
| -------------------------- | -------------------------- | -------------------------- | -------------------------- |
| Goud                       | Simen Hegstad Krüger       | NOR                        | 32.17,4                    |
| Zilver                     | Harald Østberg Amundsen    | NOR                        | + 5,3                      |
| Brons                      | Hans Christer Holund       | NOR                        | + 24,6                     |
| 4                          | Johannes Høsflot Klæbo     | NOR                        | + 25,5                     |
| 5                          | William Poromaa            | SWE                        | + 48,9                     |
| 6                          | Sjur Røthe                 | NOR                        | + 52,6                     |
| 7                          | Ireneu Esteve Altimiras    | AND                        | + 1.06,8                   |
| 8                          | Friedrich Moch             | GER                        | + 1.08,1                   |
| 9                          | Andrew Musgrave            | GBR                        | + 1.17,0                   |
| 10                         | Clément Parisse            | FRA                        | + 1.21,2                   |

| Vrouwen 10 km (vrije stijl) | Vrouwen 10 km (vrije stijl) | Vrouwen 10 km (vrije stijl) | Vrouwen 10 km (vrije stijl) |
| #                           | Naam                        | Land                        | Tijd                        |
| --------------------------- | --------------------------- | --------------------------- | --------------------------- |
| Goud                        | Jessica Diggins             | USA                         | 23.40,8                     |
| Zilver                      | Frida Karlsson              | SWE                         | + 14,0                      |
| Brons                       | Ebba Andersson              | SWE                         | + 19,5                      |
| 4                           | Anne Kjersti Kalvå          | NOR                         | + 35,1                      |
| 5                           | Ingvild Flugstad Østberg    | NOR                         | + 46,6                      |
| 6                           | Francesca Franchi           | ITA                         | + 51,2                      |
| 7                           | Pia Fink                    | GER                         | + 53,2                      |
| 8                           | Nadine Fähndrich            | SUI                         | + 55,6                      |
| 9                           | Kerttu Niskanen             | FIN                         | + 56,6                      |
| 10                          | Maja Dahlqvist              | SWE                         | + 58,6                      |

### Skiatlon
| 30 km mannen (klassieke + vrije stijl) | 30 km mannen (klassieke + vrije stijl) | 30 km mannen (klassieke + vrije stijl) | 30 km mannen (klassieke + vrije stijl) |
| #                                      | Naam                                   | Land                                   | Tijd                                   |
| -------------------------------------- | -------------------------------------- | -------------------------------------- | -------------------------------------- |
| Goud                                   | Simen Hegstad Krüger                   | NOR                                    | 1:09.40,3                              |
| Zilver                                 | Johannes Høsflot Klæbo                 | NOR                                    | + 12,2                                 |
| Brons                                  | Sjur Røthe                             | NOR                                    | + 14,1                                 |
| 4                                      | Pål Golberg                            | NOR                                    | + 45,9                                 |
| 5                                      | William Poromaa                        | SWE                                    | + 46,4                                 |
| 6                                      | Calle Halfvarsson                      | SWE                                    | + 1.14,2                               |
| 7                                      | Friedrich Moch                         | GER                                    | + 1.14,9                               |
| 8                                      | Jules Lapierre                         | FRA                                    | + 1.15,4                               |
| 9                                      | Clément Parisse                        | FRA                                    | + 1.16,5                               |
| 10                                     | Perttu Hyvärinen                       | FIN                                    | + 1.54,9                               |

| 15 km vrouwen (klassieke + vrije stijl) | 15 km vrouwen (klassieke + vrije stijl) | 15 km vrouwen (klassieke + vrije stijl) | 15 km vrouwen (klassieke + vrije stijl) |
| #                                       | Naam                                    | Land                                    | Tijd                                    |
| --------------------------------------- | --------------------------------------- | --------------------------------------- | --------------------------------------- |
| Goud                                    | Ebba Andersson                          | SWE                                     | 38.11,8                                 |
| Zilver                                  | Frida Karlsson                          | SWE                                     | + 22,0                                  |
| Brons                                   | Astrid Øyre Slind                       | NOR                                     | + 48,0                                  |
| 4                                       | Katharina Hennig                        | GER                                     | + 53,3                                  |
| 5                                       | Kerttu Niskanen                         | FIN                                     | + 56,3                                  |
| 6                                       | Krista Pärmäkoski                       | FIN                                     | + 1.22,1                                |
| 7                                       | Ingvild Flugstad Østberg                | NOR                                     | + 1.23,9                                |
| 8                                       | Anne Kjersti Kalvå                      | NOR                                     | + 1.24,0                                |
| 9                                       | Francesca Franchi                       | ITA                                     | + 1.25,3                                |
| 10                                      | Delphine Claudel                        | FRA                                     | + 1.29,7                                |

### Massastart
| 50 km mannen (klassieke stijl) | 50 km mannen (klassieke stijl) | 50 km mannen (klassieke stijl) | 50 km mannen (klassieke stijl) |
| #                              | Naam                           | Land                           | Tijd                           |
| ------------------------------ | ------------------------------ | ------------------------------ | ------------------------------ |
| Goud                           | Pål Golberg                    | NOR                            | 2:01.30,2                      |
| Zilver                         | Johannes Høsflot Klæbo         | NOR                            | + 1,0                          |
| Brons                          | William Poromaa                | SWE                            | + 1,2                          |
| 4                              | Calle Halfvarsson              | SWE                            | + 1,6                          |
| 5                              | Martin Løwstrøm Nyenget        | NOR                            | + 6,2                          |
| 6                              | Iivo Niskanen                  | FIN                            | + 9,4                          |
| 7                              | Didrik Tønseth                 | NOR                            | + 11,6                         |
| 8                              | Jens Burman                    | SWE                            | + 42,7                         |
| 9                              | Théo Schely                    | FRA                            | + 54,3                         |
| 10                             | Federico Pellegrino            | ITA                            | + 1.46,2                       |

| 30 km vrouwen (klassieke stijl) | 30 km vrouwen (klassieke stijl) | 30 km vrouwen (klassieke stijl) | 30 km vrouwen (klassieke stijl) |
| #                               | Naam                            | Land                            | Tijd                            |
| ------------------------------- | ------------------------------- | ------------------------------- | ------------------------------- |
| Goud                            | Ebba Andersson                  | SWE                             | 1:22.18,0                       |
| Zilver                          | Anne Kjersti Kalvå              | NOR                             | + 53,0                          |
| Brons                           | Frida Karlsson                  | SWE                             | + 54,2                          |
| 4                               | Linn Svahn                      | SWE                             | + 57,7                          |
| 5                               | Rosie Brennan                   | USA                             | + 57,8                          |
| 6                               | Kerttu Niskanen                 | FIN                             | + 1.08,2                        |
| 7                               | Katharina Hennig                | GER                             | + 2.26,1                        |
| 8                               | Teresa Stadlober                | AUT                             | + 2.29,5                        |
| 9                               | Tiril Udnes Weng                | NOR                             | + 2.33,9                        |
| 10                              | Astrid Øyre Slind               | NOR                             | + 2.38,3                        |

### Teamsprint
| Mannen (vrije stijl) | Mannen (vrije stijl)                     | Mannen (vrije stijl) | Mannen (vrije stijl) |
| #                    | Naam                                     | Land                 | Tijd                 |
| -------------------- | ---------------------------------------- | -------------------- | -------------------- |
| Goud                 | Pål Golberg Johannes Høsflot Klæbo       | NOR                  | 17.28,14             |
| Zilver               | Francesco De Fabiani Federico Pellegrino | ITA                  | + 2,48               |
| Brons                | Renaud Jay Richard Jouve                 | FRA                  | + 16,48              |
| 4                    | Antoine Cyr Graham Ritchie               | CAN                  | + 22,95              |
| 5                    | Calle Halfvarsson Edvin Anger            | SWE                  | + 29,58              |
| 6                    | James Clugnet Andrew Young               | GBR                  | + 32,52              |
| 7                    | Friedrich Moch Janosch Brugger           | GER                  | + 37,54              |
| 8                    | Maciej Starega Dominik Bury              | POL                  | + 39,70              |
| 9                    | Luděk Šeller Michal Novák                | CZE                  | + 43,16              |
| 10                   | James Clinton Schoonmaker Ben Ogden      | USA                  | + 44,73              |

| Vrouwen (vrije stijl) | Vrouwen (vrije stijl)               | Vrouwen (vrije stijl) | Vrouwen (vrije stijl) |
| #                     | Naam                                | Land                  | Tijd                  |
| --------------------- | ----------------------------------- | --------------------- | --------------------- |
| Goud                  | Emma Ribom Jonna Sundling           | SWE                   | 19.40,73              |
| Zilver                | Anne Kjersti Kalvå Tiril Udnes Weng | NOR                   | + 2,42                |
| Brons                 | Jessica Diggins Julia Kern          | USA                   | + 5,33                |
| 4                     | Laura Gimmler Victoria Carl         | GER                   | + 22,89               |
| 5                     | Anja Weber Nadine Fähndrich         | SUI                   | + 36,71               |
| 6                     | Jasmi Joensuu Krista Pärmäkoski     | FIN                   | + 37,93               |
| 7                     | Adéla Nováková Kateřina Janatová    | CZE                   | + 58,99               |
| 8                     | Anja Mandelic Eva Urevc             | SLO                   | + 1.01,43             |
| 9                     | Weronika Kaleta Izabela Marcisz     | POL                   | + 1.13,38             |
| 10                    | Federica Sanfilippo Nicole Monsorno | ITA                   | + 1.15,93             |

### Estafette
| Mannen 4x10 km (klassieke + vrije stijl) | Mannen 4x10 km (klassieke + vrije stijl)                                     | Mannen 4x10 km (klassieke + vrije stijl) | Mannen 4x10 km (klassieke + vrije stijl) |
| #                                        | Naam                                                                         | Land                                     | Tijd                                     |
| ---------------------------------------- | ---------------------------------------------------------------------------- | ---------------------------------------- | ---------------------------------------- |
| Goud                                     | Hans Christer Holund Pål Golberg Simen Hegstad Krüger Johannes Høsflot Klæbo | NOR                                      | 1:32.54,7                                |
| Zilver                                   | Ristomatti Hakola Iivo Niskanen Perttu Hyvärinen Niko Anttola                | FIN                                      | + 46,9                                   |
| Brons                                    | Albert Kuchler Janosch Brugger Jonas Dobler Friedrich Moch                   | GER                                      | + 59,8                                   |
| 4                                        | Richard Jouve Hugo Lapalus Clément Parisse Jules Lapierre                    | FRA                                      | + 1.00,5                                 |
| 5                                        | Xavier McKeever Antoine Cyr Graham Ritchie Olivier Léveillé                  | CAN                                      | + 1.22,5                                 |
| 6                                        | Johan Häggström Jens Burman William Poromaa Calle Halfvarsson                | SWE                                      | + 1.36,7                                 |
| 7                                        | Ben Ogden Hunter Wonders Scott Patterson Gus Schumacher                      | USA                                      | + 3.10,7                                 |
| 8                                        | Beda Klee Jonas Baumann Candide Pralong Cyril Fähndrich                      | SUI                                      | + 4.02,9                                 |
| 9                                        | Dietmar Nöckler Francesco De Fabiani Paolo Ventura Federico Pellegrino       | ITA                                      | + 5.17,2                                 |
| 10                                       | Ryo Hirose Takanori Ebina Naoto Baba Haruki Yamashita                        | JPN                                      | + 6.08,6                                 |

| Vrouwen 4x5 km (klassieke + vrije stijl) | Vrouwen 4x5 km (klassieke + vrije stijl)                                       | Vrouwen 4x5 km (klassieke + vrije stijl) | Vrouwen 4x5 km (klassieke + vrije stijl) |
| #                                        | Naam                                                                           | Land                                     | Tijd                                     |
| ---------------------------------------- | ------------------------------------------------------------------------------ | ---------------------------------------- | ---------------------------------------- |
| Goud                                     | Tiril Udnes Weng Astrid Øyre Slind Ingvild Flugstad Østberg Anne Kjersti Kalvå | NOR                                      | 50.33,3                                  |
| Zilver                                   | Laura Gimmler Katharina Hennig Pia Fink Victoria Carl                          | GER                                      | + 20,5                                   |
| Brons                                    | Emma Ribom Ebba Andersson Frida Karlsson Maja Dahlqvist                        | SWE                                      | + 28,7                                   |
| 4                                        | Johanna Matintalo Kerttu Niskanen Eveliina Piippo Krista Pärmäkoski            | FIN                                      | + 30,5                                   |
| 5                                        | Hailey Swirbul Rosie Brennan Jessie Diggins Julia Kern                         | USA                                      | + 1.34,6                                 |
| 6                                        | Juliette Ducordeau Delphine Claudel Flora Dolci Léna Quintin                   | FRA                                      | + 2.29,6                                 |
| 7                                        | Anna Comarella Cristina Pittin Francesca Franchi Federica Sanfilippo           | ITA                                      | + 2.30,0                                 |
| 8                                        | Katherine Stewart-Jones Jasmine Lyons Liliane Gagnon Olivia Bouffard-Nesbitt   | CAN                                      | + 3.24,5                                 |
| 9                                        | Adéla Nováková Kateřina Razýmová Kateřina Janatová Barbora Havlíčková          | CZE                                      | + 3.53,0                                 |
| 10                                       | Anja Weber Nadine Fähndrich Lea Fischer Alina Meier                            | SUI                                      | + 4.16,8                                 |

### Medailleklassement
| Plaats | Land             | Goud | Zilver | Brons | Totaal |
| 1      | Noorwegen        | 7    | 6      | 3     | 16     |
| 2      | Zweden           | 4    | 3      | 5     | 12     |
| 3      | Verenigde Staten | 1    | 0      | 1     | 2      |
| 4      | Duitsland        | 0    | 1      | 1     | 2      |
| 5      | Finland          | 0    | 1      | 0     | 1      |
| 5      | Italië           | 0    | 1      | 0     | 1      |
| 6      | Frankrijk        | 0    | 0      | 2     | 2      |
| Totaal | Totaal           | 12   | 12     | 12    | 36     |